# Педру Тіба
Педру Тіба (порт. Pedro Tiba, нар. 31 серпня 1988, Аркуш-де-Валдевеш) — португальський футболіст, півзахисник клубу «Жил Вісенте». 
Виступав, зокрема, за «Брагу» та «Лех» (Познань).

## Клубна кар'єра
Народився 31 серпня 1988 року в місті Аркуш-де-Валдевеш, в окрузі Віана-ду-Каштелу. Вихованець юнацьких команд футбольних клубів Понте де Барса, АДЕКАС, АРК Паку та «Валведеш». До 25-річного віку виступав у нижчолігових португальських клубах. Протягом цього часу захищав кольори «Валведеш», «Валенсіану», «Ліміануш» та «Тірсенсі». З лютого по червень 2008 року виступав за «Касторію» з Другого дивізіону чемпіонату Греції, у футболці якого Педру дебютував на професіональному рівні.
Влітку 2013 року Тіба підписав контракт з представником Прімейра-Ліги «Віторія» (Сетубал). У цьому турнірі дебютував 25 серпня в програному (0:2) поєдинку проти «Ріу Аве», вийшовши на поле в другому таймі. У своєму єдиному сезоні на «Ештадіу ду Бонфім» зіграв у 30 матчах чемпіонату, а 21 квітня 2014 року відзначився наприкінці поєдинку проти «Браги» голом, завдяки якому «Віторія» вирвала домашню нічию (1:1).
3 липня 2014 року за 500 000 євро Педру перейшов до «Браги», підписавши з клубом 1-річний контракт. У дебютному сезоні в новому клубі пропустив два поєдинки, 7 січня, коли Педру вилучили за гру рукою в штрафному майданчику в переможному (7:1) поєдинку 1/4 фіналу Кубку Португалії (також перебував на лавці запасних у програному фінальному матчі проти «Спортінга»), а другий — 24 квітня 2015 року проти «Беленсенеша», коли Педру спочатку відзначився голом, а потім зіграв рукою в штрафному майданчику
31 серпня 2015 року Педру та його одноклубник Ерік Морено відправився в 1-річну оренду до «Реал Вальядоліда» з Сегунда Дивізіону. Після цього більшу частину двох наступних сезонів відіграв в оренді в португальському «Шавеші».
2 липня 2018 року Тіба підписав 2-річний контракт з «Лехом». Дебютував за нову команду 10 днів по тому, у першому кваліфікаційному раунді Ліги Європи проти «Гандзасару» (Капан). Дебютував у польській Екстраклясі 22 липня в переможному (2:1) виїзному поєдинку проти «Вісли» (Плоцьк). Станом на 7 березня 2019 року відіграв за команду з Познані 23 матчі в національному чемпіонаті.

## Кар'єра в збірній
Педру жодного разу не виступав за юнацькі збірні Португалії. Наприкінці серпня 2014 року головний тренер національної збірної Португалії Паулу Бенту викликав Тібу на матч кваліфікації Чемпіонату Європи 2016 року проти Албанії, який мав відбутися наступного місяця в місті Авейру. Проте в цьому програному (0:1) для португальців матчі так і не вийшов на футбольне поле.

## Статистика виступів

### Клубна
Станом на 22 грудня 2018
| Клуб                | Сезон   | Ліга             | Ліга  | Ліга | Кубок | Кубок | Єврокубки | Єврокубки | Інші  | Інші | Загалом | Загалом |
| Клуб                | Сезон   | Ліга             | Матчі | Голи | Матчі | Голи  | Матчі     | Голи      | Матчі | Голи | Матчі   | Голи    |
| ------------------- | ------- | ---------------- | ----- | ---- | ----- | ----- | --------- | --------- | ----- | ---- | ------- | ------- |
| «Віторія» (Сетубал) | 2013–14 | Прімейра-Ліга    | 24    | 1    | 2     | 0     | –         | –         | 4     | 0    | 30      | 1       |
| «Брага»             | 2014–15 | Прімейра-Ліга    | 32    | 3    | 3     | 1     | –         | –         | –     | –    | 35      | 4       |
| «Брага»             | 2016–17 | Прімейра-Ліга    | 9     | 0    | 1     | 0     | 4         | 0         | 4     | 0    | 18      | 0       |
| «Брага»             | Загалом | Загалом          | 41    | 3    | 4     | 1     | 4         | 0         | 4     | 0    | 53      | 4       |
| Вальядолід          | 2015–16 | Сегунда Дивізіон | 28    | 0    | 1     | 0     | –         | –         | –     | –    | 29      | 0       |
| «Шавеш»             | 2016–17 | Прімейра-Ліга    | 14    | 2    | 2     | 0     | –         | –         | –     | –    | 16      | 2       |
| «Шавеш»             | 2017–18 | Прімейра-Ліга    | 31    | 9    | 1     | 0     | –         | –         | 1     | 1    | 33      | 10      |
| «Шавеш»             | Загалом | Загалом          | 45    | 11   | 3     | 0     | –         | –         | 1     | 1    | 49      | 12      |
| «Лех» (Познань)     | 2018–19 | Екстракляса      | 20    | 4    | 2     | 0     | 5         | 0         | –     | –    | 27      | 4       |

1. 1 2  Усі матчі у Кубку португальської ліги
2. ↑  Три матчі в Кубку португальської ліги та один поєдинок у Суперкубку країни

## Титули і досягнення
- Чемпіон Польщі (1):

«Лех»: 2021-22